# Vinylplast

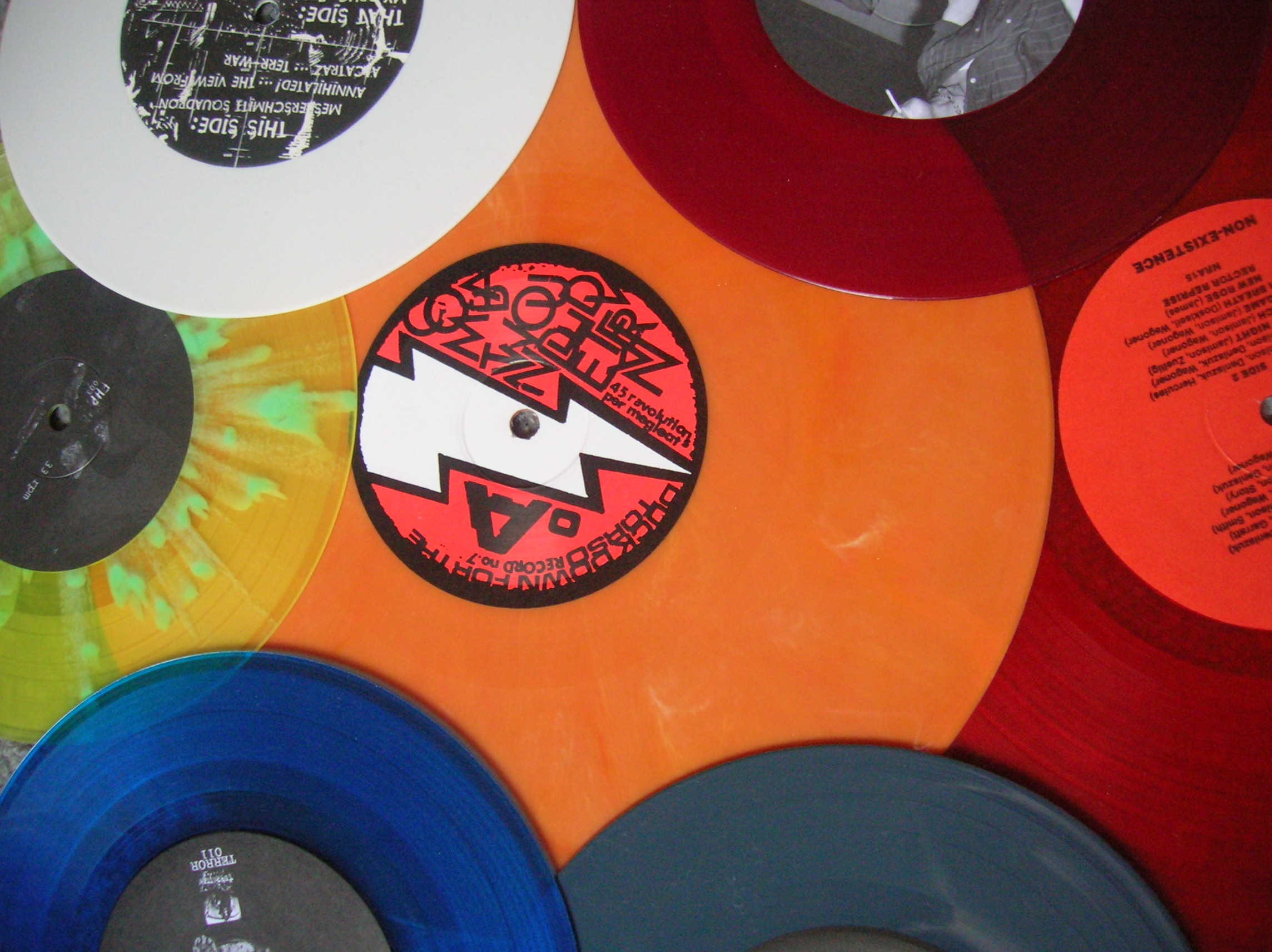
Exempel på vinylskivor i olika färg.

Vinylplast är en sammanfattande benämning på de plaster som innehåller en viss sorts molekylgrupp: vinylgruppen. Till denna kategori av plaster hör exempelvis polyvinylklorid (PVC). Vinylplast används till en mängd olika produkter bland annat vid tillverkning av vinylskivor.
Möjligheten att använda vinylplast till vinylskivor patenterades av en svenskättling vid namn Viktor Yngve (1888–1942), född i Cambridge, Minnesota i USA. Hans föräldrar var Anders Petter Yngve (1849–1918), född i Krokvåg i Ragunda socken i Jämtland, nära gränsen till Västernorrlands län, och hans hustru Brita Katarina Eriksdotter (1863–1924), född i Åsen i Fors socken, Jämtland (ej att förväxla med jämtländska Åsarna i Åsarne socken). De emigrerade till USA den 7 juni 1880, åtta år innan Viktor Yngve föddes. 
Viktor Yngve erhöll ett postumt godkännande av sin patentansökan ett år efter hans död. Hans son, professor Viktor Yngve Jr (1920–2012), född i Niagara County i delstaten New York, besökte Sverige 1995.